# Джулія Майклз
Джулія Карин Кавазос (англ. Julia Carin Cavazos; народ. 13 листопада 1993 року, виступає під іменем Джулія Майклз (англ. Julia Michaels) — американська співачка, автор-виконавець з Давенпорта (штат Айова).

## Біографія
Джулія Майклз народилася в штаті Айова, але пізніше переїхала з сім'єю в Санта-Кларіта (Каліфорнія).  Вона почала співати з 12 років.  Після знайомства з авторами пісень Джолін Белль і Лінді Роббінс (англ)  Джулія стала співавтором пісень «Fire Starter» Демі Ловато і «Miss Movin 'On» (англ.) групи Fifth Harmony.
Джулія Майклз заявляє, що на її творчість вплинули такі виконавці і групи як Фіона Еппл, Ліза Мітчелл (англ), Лора Марлінг, Міссі Хіггінс (англ),Paramore, Джулієт Симмз (англ), Сара  Бласко (англ) і The Fray.
Одним з постійних співавторів пісень Джулії Майклз став Джастін Трентер (англ), відомий по роботі над піснями для Джастіна Бібера, Селени Гомес і Гвен Стефані.  В одному з інтерв'ю Трентер розповів, що познайомився з Джулією, коли у тій був напад панічної атаки, їй на той момент було 19 років.  Першу спільну пісню вони написали для Кельвіна Харріса і Ріти Ори, а після цього вирішили, що їм потрібно працювати разом.  У 2015 році ними була написана пісня «Love myself», яку виконала Хейлі Стейнфілд.  Також однією з їхніх робіт стала пісня «Heavy» групи Linkin Park. Джулія Майклз виступила в дуеті з норвезьким музикантом Kygo на церемонії закриття Олімпійських ігор 2016.
У січні 2017 року Джулія Майклз випустила свій перший сольний сингл «Issues». За її словами, вперше вона написала пісню, настільки підходящу їй самій, що вона не уявляла, що будь-хто інший буде її виконавцем. На пісню претендували кілька артистів, проте в підсумку вона записала її сама. У квітні 2017 року пісня «How Do We Get Back to Love» з'явилася в серіалі  "Дівчата". Другий сингл «Uh Huh» вийшов в червні 2017 року.

## Дискографія
Міні-альбоми
- "Julia Michaels" (2010)
- "Futuristic" (2012)
- "Nervous System" (2017)
- "Inner Monologue, Pt. 1" (2019)